# حفل توزيع جوائز الأوسكار الثالث والتسعون
حفل توزيع جوائز الأوسكار الثالث والتسعين (بالإنجليزية: 93nd Academy Awards) هو الحفل الثالث والتسعين لجوائز الأوسكار نظّمته أكاديمية فنون وعلوم الصور المتحركة لِتَكريم أفضل الأفلام المعروضة في 2020.

## الترشيحات والفائزون
أُعلنت الترشيحات لجوائز الأوسكار الثالثة والتسعون في 15 مارس 2021، عبر بثٍ مرئيٍّ عالميًا على الموقع الرسمي وقدّمه كلٌّ من بريانكا شوبرا ونيك جوناس.

### الجوائز
| أفضل فيلم - نومادلاند – فرانسيس مكدورماند، بيتر سبيرز، مولي آشر، دان جانفي، كلوي تشاو - الأب – ديفيد بارفيت، جان-لويس ليفي، وفيليب كاركاسون - يهوذا والمسيح الأسود – شاكا كينغ، تشارلز دي كينغ، ورايان كوغلر - مانك – سيان شافين، اريك روث، دوجلاس أوربانسكي - ميناري – كريستينا أوه - نومادلاند – فرانسيس مكدورماند، بيتر سبيرز، مولي آشر، دان جانفي، كلوي تشاو - شابة واعدة – بن براوننج، آشلي فوكس، إيميرالد فينيل، جوزي مكنمارا - صوت المعدن – بيرت هاملينك، ساشا بن هيروش - محاكمة 7 من شيكاغو – مارك بلات، ستيوارت بيسر | أفضل مخرج - كلوي تشاو – نومادلاند - لي إسحاق تشونغ – ميناري - إيميرالد فينيل – شابة واعدة - ديفيد فينشر – مانك - توماس فنتربيرغ – جولة أخرى |
| أفضل ممثل - أنتوني هوبكنز – الأب بدور آنثوني - ريز أحمد – صوت المعدن بدور روبن ستون - تشادويك بوسمان (بعد وفاته) – قاع ما ريني الأسود بدور ليف غرين - غاري أولدمان – مانك بدور هيرمان جي. مانكيوز - ستيفن يون – ميناري بدور جيكوب يي | أفضل ممثلة - فرانسيس مكدورماند – نومادلاند بدور فيرن - فيولا ديفيس – قاع ما ريني الأسود بدور ما ريني - أندرا داي – The United States vs. Billie Holiday بدور بيلي هوليدي - فانيسا كيربي – بقايا امرأة بدور مارثا ويز - كاري موليجان – شابة واعدة بدور كاساندرا توماس |
| أفضل ممثل مساعد - دانييل كالويا – يهوذا والمسيح الأسود بدور فريد هامبتون - ساشا بارون كوهين – محاكمة 7 من شيكاغو بدور آبي هوفمان - ليزلي أودوم جونيور – One Night in Miami بدور سام كوك - Paul Raci – صوت المعدن بدور جو - لاكيث ستانفيلد – يهوذا والمسيح الأسود بدور وليام آونيل | أفضل ممثلة مساعدة - يون يو- جونغ – ميناري بدور سون-جا - ماريا باكالوفا – بورات 2 بدور توتار ساجدييف - غلين كلوز – Hillbilly Elegy بدور بوني فانز - أوليفيا كولمان – الأب بدور آني - أماندا سيفريد – مانك بدور ماريون ديفيز |
| أفضل سيناريو أصلي - شابة واعدة – إيميرالد فينيل - يهوذا والمسيح الأسود – سيناريو ويل بيرسون وشاكا كينج؛ قصة بقلم ويل بيرسون وشاكا كينج وكيث لوكاس وكيني لوكاس - ميناري – لي إسحاق تشونغ - صوت المعدن – سيناريو داريوس ماردر وابراهام ماردر؛ قصة بقلم داريوس ماردر وديريك كيانفرانس - محاكمة 7 من شيكاغو – آرون سوركين | أفضل سيناريو مقتبس - الأب – كريستوفر هامبتون وفلوريان زيلر، مقتبس عن مسرحية Le Père من تأليف زيلر - بورات 2 – سيناريو ساشا بارون كوهين، أنتوني هاينز، دان سويمر، بيتر باينهام، إيريكا ريفينوجا، دان مازر، جينا فريدمان، ولي كيرن؛ قصة بقلم بارون كوهين، هاينز، سويمر، ونينا بيدراد، مقتبس عن الشخصيات من تأليف بارون كوهين - نومادلاند – كلوي تشاو، مقتبس عن الكتاب من تأليف جيسيكا برودر - One Night in Miami – كيمب باورز، مقتبس عن مسرحيته One Night in Miami - النمر الأبيض – رامين باهراني، مقتبس عن رواية النمر الأبيض من تأليف أرافيند أديغا                                    |
| أفضل فيلم رسوم متحركة - روح - أونورد - فوق القمر - شون ذا شيب 2 - ولفوالكرز | أفضل فيلم بلغة أجنبية - جولة أخرى (دنمارك) - Better Days (هونغ كونغ) - Collective (رومانيا) - الرجل الذي باع ظهره (تونس) - Quo Vadis, Aida? (البوسنة والهرسك) |
| أفضل فيلم وثائقي - My Octopus Teacher - Collective - Crip Camp - The Mole Agent - Time | أفضل فيلم وثائقي بموضوع قصير - Colette - A Concerto Is a Conversation - Do Not Split - Hunger Ward - A Love Song for Latasha |
| أفضل فيلم حي قصير - Two Distant Strangers - Feeling Through - The Letter Room - The Present - White Eye | أفضل فيلم رسوم متحركة قصير - If Anything Happens I Love You - Burrow - Genius Loci - Opera - Yes-People |
| أفضل موسيقى تصويرية - ترينت ريزنور واتيكوس روس وجون باتيست – روح - تيرينس بلانشارد – الإخوة الخمسة - ترينت ريزنور واتيكوس روس – مانك - اميل موسيري – ميناري - جيمس نيوتن هاورد – أخبار العالم | أفضل أغنية أصلية - "Fight for You" من يهوذا والمسيح الأسود – موسيقى إتش.إي.آر. وDernst Emile II؛ كلمات إتش.إي.آر. وTiara Thomas - "Hear My Voice" from محاكمة 7 من شيكاغو – Music by دانيال بيمبرتون؛ Lyric by دانيال بيمبرتون and سيليست - "Husavik (My Hometown)" from مسابقة يوروفيجن للأغنية: قصة فاير ساجا – Music and Lyric by Savan Kotecha, Fat Max Gsus and Rickard Göransson - "Io sì (Seen)" from الحياة المقبلة – Music by دياني ارين؛ Lyric by دياني ارين and لورا باوزيني - "Speak Now" from One Night in Miami – Music and Lyric by ليزلي أودوم جونيور and Sam Ashworth |
| أفضل تصميم إنتاج - مانك - الأب - قاع ما ريني الأسود - أخبار العالم - تينيت | أفضل تصوير سينمائي - مانك - إريك ميسرشميت - يهوذا والمسيح الأسود – شون بوبيت - نومادلاند - داريوش فولسكي - أخبار العالم - جوشوا جيمس ريتشاردز - محاكمة 7 من شيكاغو - فيدون باباميشيل |
| أفضل تصميم أزياء - قاع ما ريني الأسود - Emma - مانك - مولان - Pinocchio | أفضل مكياج وتصفيف شعر - قاع ما ريني الأسود - Emma - Hillbilly Elegy - مانك - Pinocchio |
| أفضل خلط أصوات - صوت المعدن – Nicolas Becker, Jaime Baksht, Michelle Couttolenc, Carlos Cortes and Philip Bladh - سلوقي – Warren Shaw, Michael Minkler، Beau Borders and David Wyman - مانك – Ren Klyce, Jeremy Molod, دايفيد باركر، Nathan Nance and Drew Kunin - أخبار العالم – Oliver Tarney, Mike Prestwood Smith, William Miller and John Pritchett - روح – Ren Klyce, Coya Elliot and دايفيد باركر | أفضل مونتاج - صوت المعدن – Mikkel E.G. Nielsen - الأب – Yorgos Lamprinos - نومادلاند – كلوي تشاو - شابة واعدة – Frédéric Thoraval - محاكمة 7 من شيكاغو – ألان بومغارتن |
| أفضل تأثيرات بصرية - تينيت – Andrew Jackson, David Lee, أندرو لوكلي ‏ and سكوت ار فيشر - الحب والوحوش – Matt Sloan, Genevieve Camailleri, Matt Everitt and Brian Cox - سماء منتصف الليل – Matthew Kasmir, Christopher Lawren, Max Solomon and David Watkins - مولان – Sean Faden، Anders Langlands, Seth Maury and Steven Ingram - إيفان الفريد ‏ – نيك ديفيس، Greg Fisher, Ben Jones and Santiago Colomo Martinez | |

### أفلام حصلت على ترشيحات وجوائز متعددة
| الترشيحات | الفيلم                |
| --------- | --------------------- |
| 10        | مانك                  |
| 6         | الأب                  |
| 6         | يهوذا والمسيح الأسود  |
| 6         | ميناري                |
| 6         | نومادلاند             |
| 6         | صوت المعدن            |
| 6         | محاكمة 7 من شيكاغو    |
| 5         | قاع ما ريني الأسود    |
| 5         | شابة واعدة            |
| 4         | أخبار العالم          |
| 3         | One Night in Miami... |
| 3         | مغامرة ذاتية          |
| 2         | جولة أخرى             |
| 2         | بورات 2               |
| 2         | Collective            |
| 2         | Emma.                 |
| 2         | Hillbilly Elegy       |
| 2         | مولان                 |
| 2         | Pinocchio             |
| 2         | تينيت                 |

| الجوائز | الفيلم               |
| ------- | -------------------- |
| 3       | نومادلاند            |
| 2       | الأب                 |
| 2       | يهوذا والمسيح الأسود |
| 2       | قاع ما ريني الأسود   |
| 2       | مانك                 |
| 2       | مغامرة ذاتية         |
| 2       | صوت المعدن           |